# Río Olivia

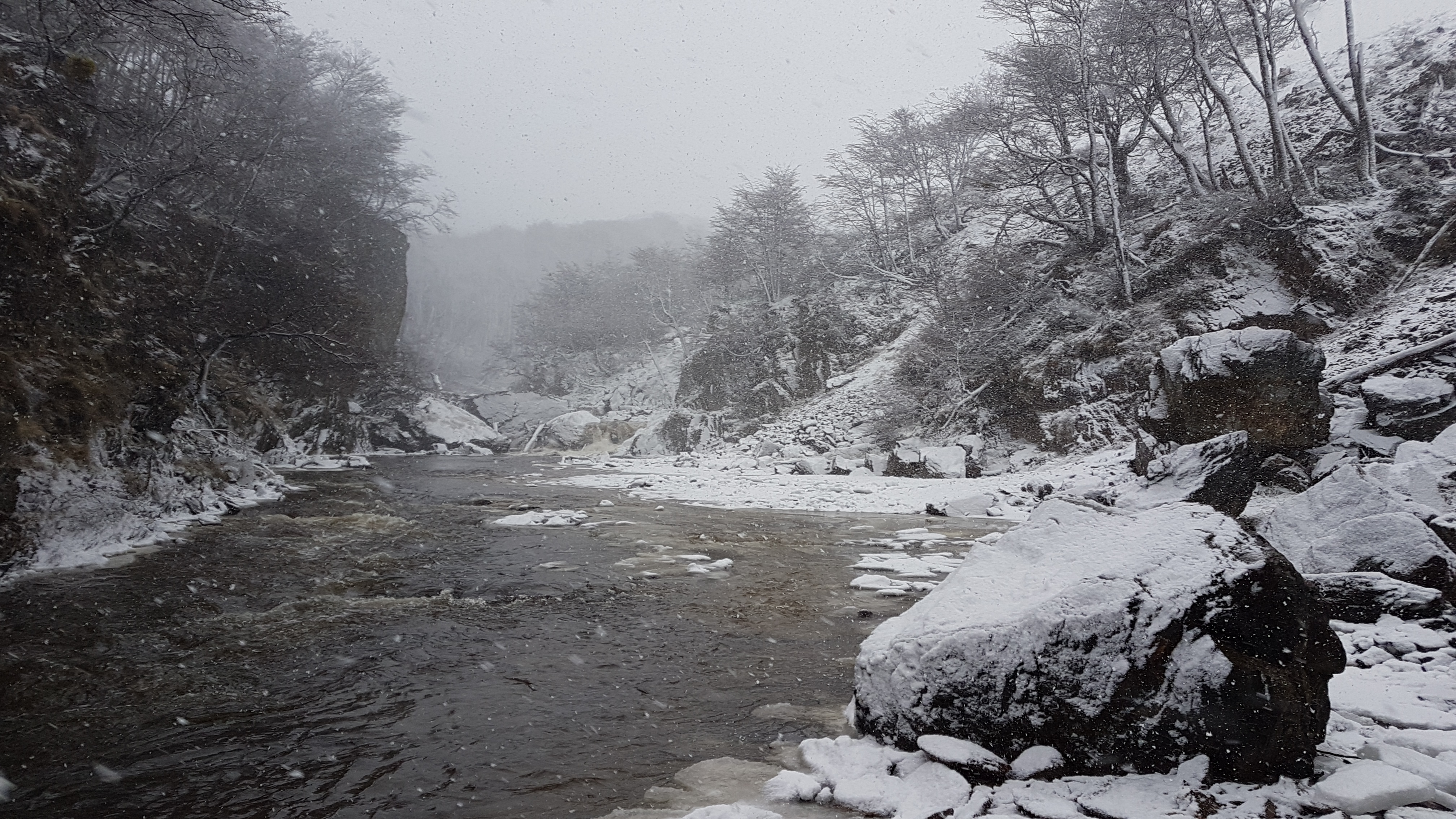
Río Olivia en Invierno

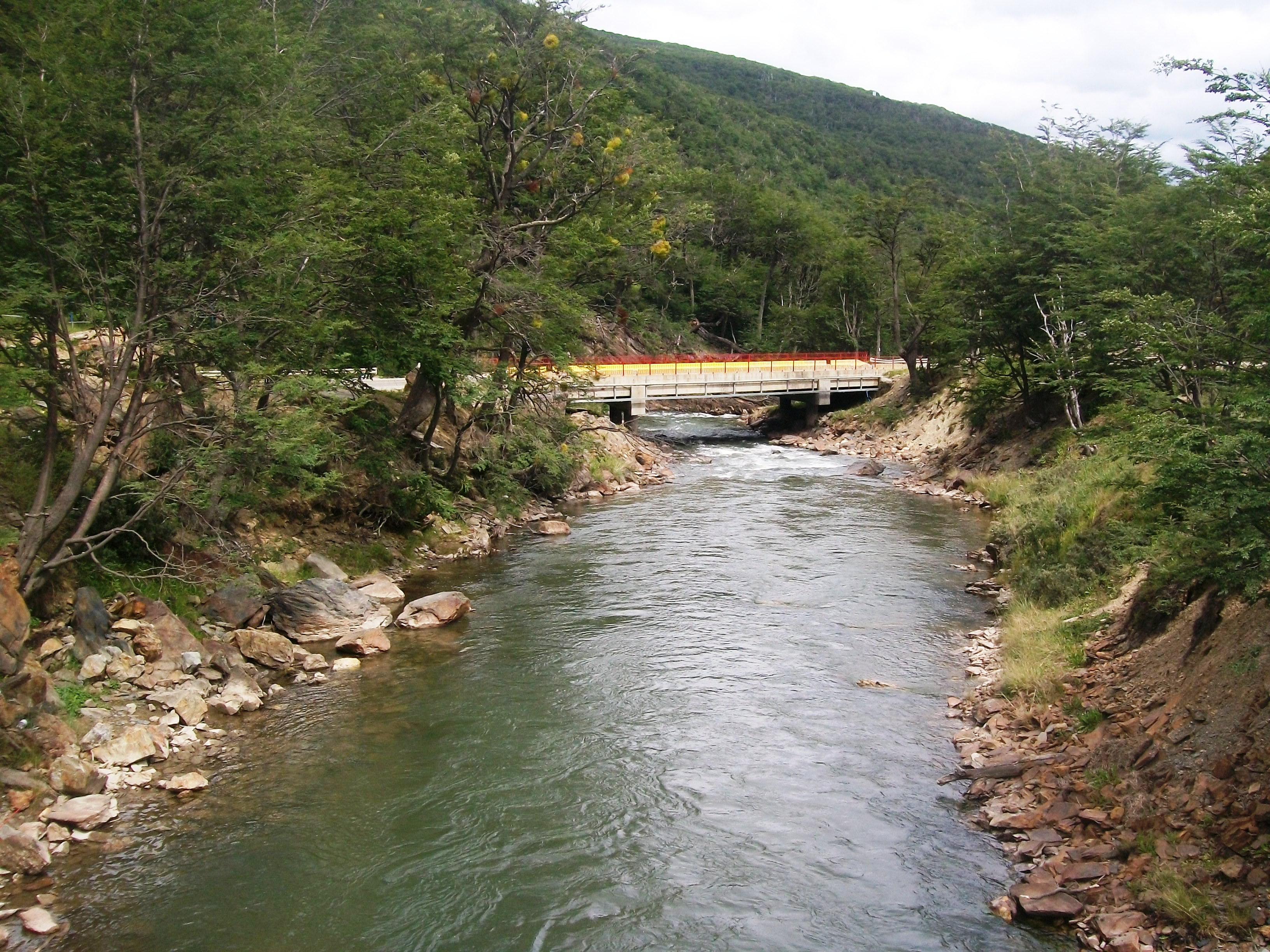
Río Olivia en su cruce con la ruta.

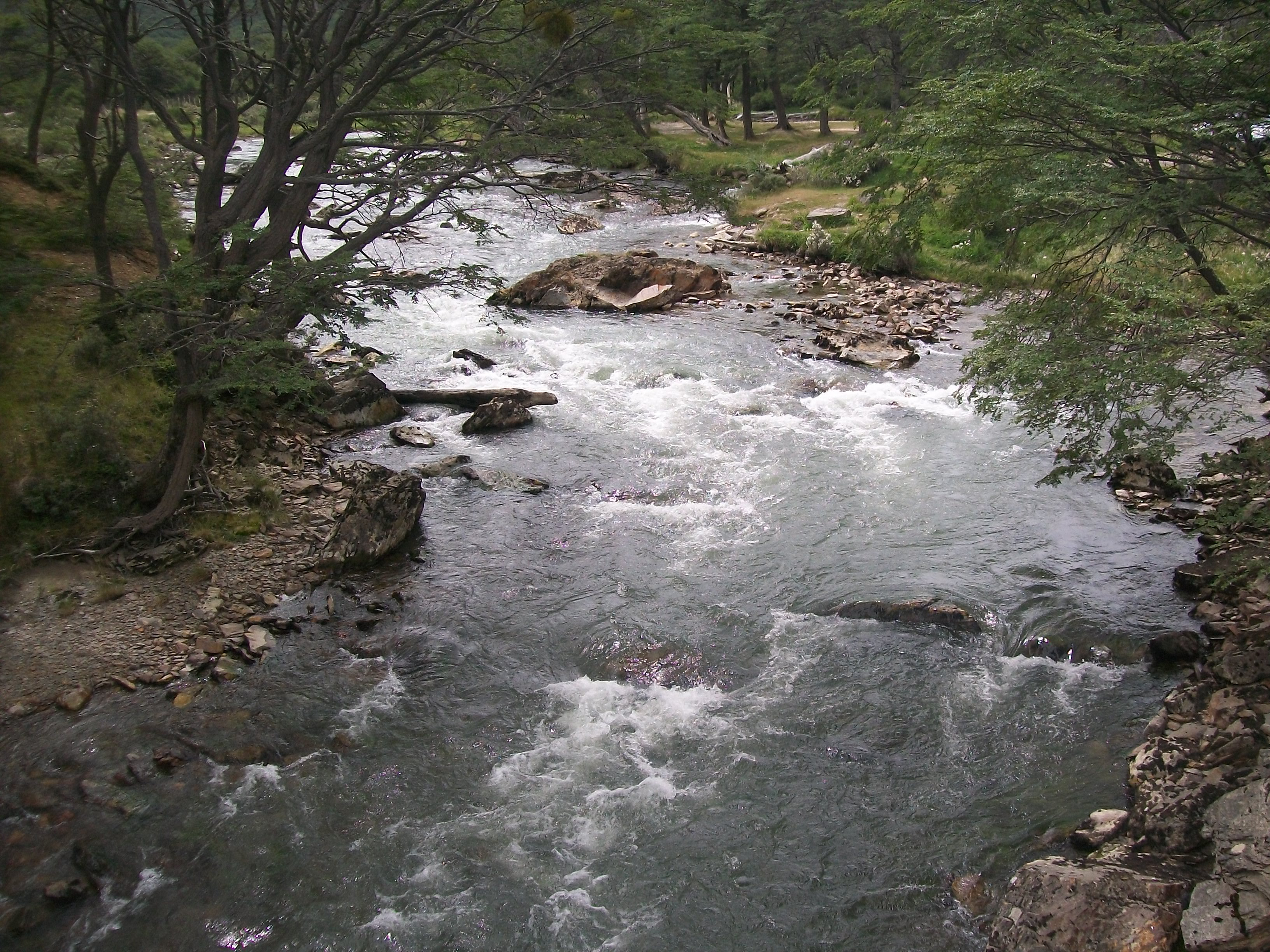
Río Olivia.

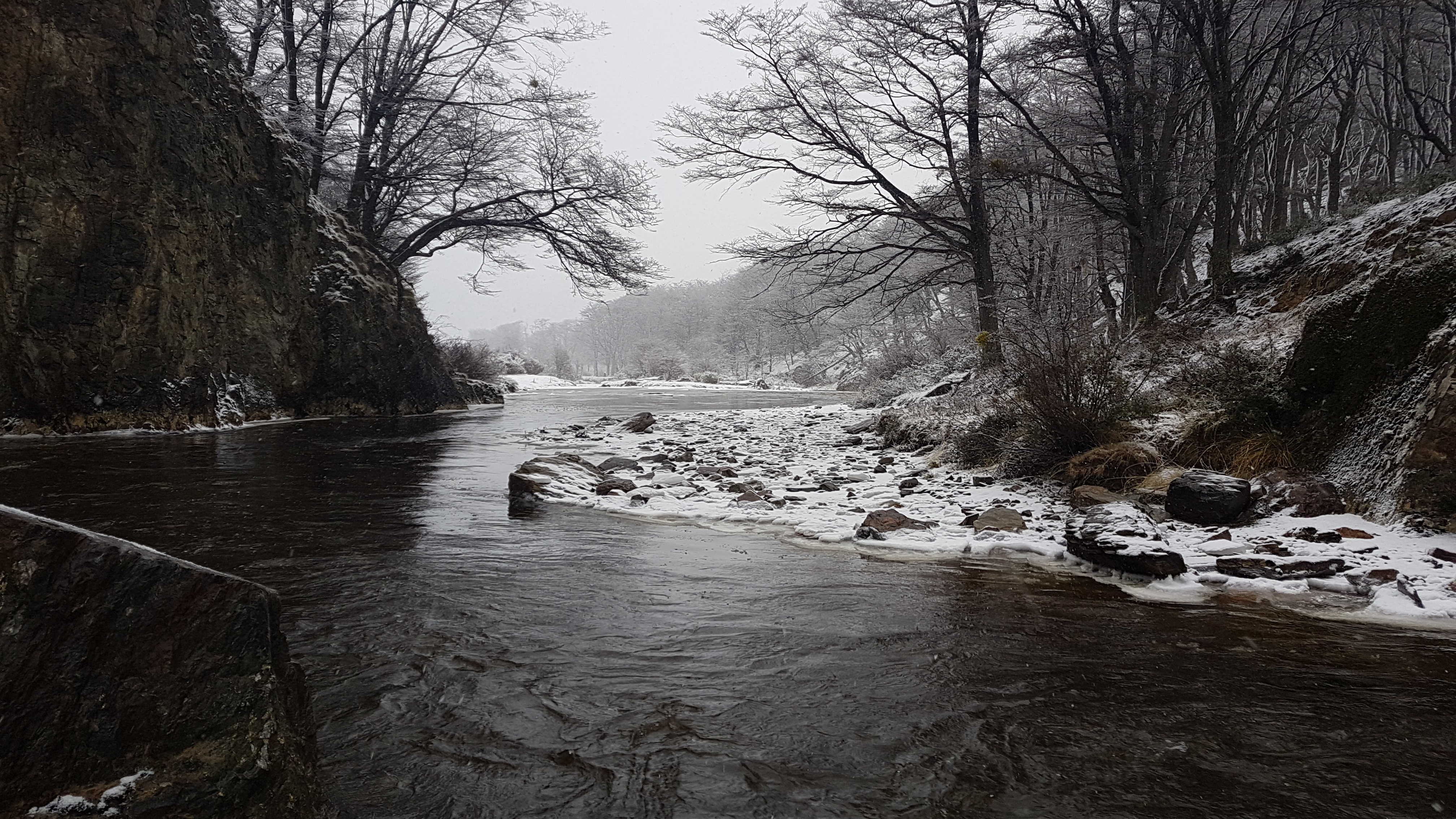
Curva del Río Olivia

El río Olivia discurre por la provincia argentina de Tierra del Fuego, nace en la sierra de Valdivieso y recibe el aporte de agua del río Carbajal. Cruza el amplio Valle Carbajal, un espacio cubierto de turberas entre dos cadenas de la Cordillera de los Andes, formando meandros y manteniendo una dirección Este-Sudeste.
Al alcanzar el pie del Monte Olivia, el río gira abruptamente hacia el sur, atravesando un estrecho valle con saltos y cascadas. Al finalizar el mismo, el valle vuelve a abrirse en una corta zona de gran pendiente, al final de la cual desemboca finalmente en aguas del Canal Beagle en las cercanías de la ciudad de Ushuaia, en la bahía del mismo nombre.
Su cuenca abarca una superficie estimada de 140 km² y su caudal medio es de 5,5 m³/s.
En 2015 fue escenario del rodaje de algunas escenas de la película El renacido.